# Polyanthe
Alexandre Chaponnier, dit Polyanthe, né à Paris le 24 février 1793, où il est mort le 26 juillet 1852, est un médecin, peintre et dramaturge français.
Connu également sous le seul prénom d'Alexandre, il est le fils du peintre et graveur français d'origine genevoise Alexandre Chaponnier.

## Biographie
Alexandre Chaponnier a mené pendant toute sa vie plusieurs activités de front : celle de médecin et de chirurgien, celle d'écrivain et de dramaturge et celle, comme son père, de peintre et de graveur.
Les titres rappelés dans ses ouvrages résument à eux seuls toute la palette de ses choix personnels et professionnels : "médecin de la Faculté de Paris, chirurgien-accoucheur, démonstrateur d'anatomie à l'usage des peintres et professeur de physiologie ; membre correspondant de l'Académie Royale de Rouen et de plusieurs sociétés savantes".
C'est surtout son activité de praticien qui a occupé l'essentiel de son temps. Titulaire d'un doctorat en médecine de la Faculté de Paris, il a été médecin, chirurgien-accoucheur (on dirait aujourd'hui gynécologue-obstétricien) puis s'est orienté vers l'enseignement et la recherche de traitement des cancers, des maladies des os et des lésions de la peau où il a préconisé l'utilisation du carbonate de baryte.
En tant que dramaturge, il est surtout connu pour sa participation, sous le nom de plume de Polyanthe avec Antier et Saint-Amand, à la rédaction du drame l'Auberge des Adrets, représenté pour la première fois en 1823, qui devait être un mélodrame sombre, mais que Frédérick Lemaître, pressentant l’insuccès de la pièce, imagina de transformer en plaisanterie. Si Antier et Saint-Amand prirent leur parti des changements introduits par Lemaître, Polyanthe voua « une rancune implacable » au célèbre acteur.
C'est en tant que peintre et graveur que son activité est la plus difficile à discerner. Souvent confondu avec son père dont il a été l'élève, son œuvre n'a jamais été répertoriée en tant que telle et n'a fait l'objet d'aucune étude particulière. Les seules œuvres qui peuvent lui être attribuées avec certitude sont celles qui sont signées Alexandre Chaponnier Fils ou Chaponnier Fils. Sous ce dernier nom, il a présenté "plusieurs portraits en miniature" au Salon de 1817.
La notice nécrologique d'Alexandre Chaponnier parue dans le Précis analytique des travaux de l'Académie des Sciences, Belles-lettres et Arts de Rouen pendant l'année 1852-1853 nous apprend, en dehors de nombreux détails sur sa vie et son œuvre, qu'« après avoir honoré la médecine pendant plus de trente ans, il est mort, dans un âge peu avancé, d'une attaque d'apoplexie compliquée de paralysie ».

## Œuvre
Théâtre
- 1823 : L'Auberge des Adrets, drame en trois actes de Polyanthe, Antier et Saint-Amand au théâtre de l'Ambigu-Comique (2 juillet)
- 1828 : Quatre heures, ou le Jour du supplice, mélodrame en trois actes d'Alexandre et Saint-Amand au théâtre de la Gaité (23 février)

Médecine
- 1827 : La chirurgie sans chirurgiens [...], par le docteur Chaponnier médecin-accoucheur, médecin de la Faculté de Paris, Binet éditeur à Paris
- 1829 : La physiologie des gens du monde, pour servir de complément à l'éducation, ornée de planches, par le Ch[evalie]r Chaponnier, médecin de la Faculté de Paris, Firmin-Didot Frères éditeurs à Paris
- 1834 : Recherches physiologiques sur quelques reptiles, par M. le docteur Chaponnier in Précis analytique des travaux de l'Académie de Rouen
- 1842 : Nouveau traitement des scrofules, des dartres lymphatiques et de la carie des os par le carbonate de baryte [...], par le Ch[evalie]r Chaponnier, à Paris chez l'auteur, rue Hauteville, no 57
- 1844 : Notice sur l'emploi du carbonate de baryte pour la guérison des maladies des os, par le Dr Chaponnier, à Paris chez l'auteur, rue Hauteville, no 57
- 1850 : Notice sur l'emploi du carbonate de baryte pour la guérison du cancer, par Chaponnier médecin de la Faculté, chez l'auteur rue Hauteville, no 57, à Paris
- 1851 : Guérison des scrofules, de la carie des os et des dartres lymphatiques, par Chaponnier médecin et professeur, à Paris chez l'auteur, rue Hauteville, no 57

Art
- s.d.[7] : La Parure[8], estampe en couleurs signée Chaponnier Fils, Musée de la Rose à L'Haÿ-les-Roses (Val-de-Marne)
- 1809 : Calvin, d'après l'original déposé à la Bibliothèque de Genève[9], gravure signée Alex[an]dre Chaponnier fils sculpt, Collège Calvin
- 1813 : Les bédouins, ou La tribu du Mont-Liban[10], pantomime de Frédéric Dupetit-Méré, costumes de Franconi Jeune (Zoraïm) et Franconi aîné (Abulmar) gravés par Chaponnier fils sculp

## Titre et décoration
Alexandre Chaponnier faisait référence à un titre de Chevalier sur la page de titre de certains de ses ouvrages et de ses notices publiées par l'Académie Royale de Rouen. D'après la notice nécrologique établie par cette même Académie (op.cit.), il "portait une décoration qu'il tenait de la reconnaissance d'un prince allemand guéri par ses soins d'une maladie scrofuleuse". On ne sait rien de plus sur l'origine et la dénomination exacte de cette décoration.